# Rebel Heart Tour (album)
Rebel Heart Tour – piąty album koncertowy amerykańskiej piosenkarki Madonna, wydany 15 września 2017 przez Interscope Records i Eagle Rock Entertainment. Ukazał się na CD, DVD, Blu-ray i w formie digital download. Materiał na album zmontowano z dwóch koncertów, które odbyły się 19 i 20 marca 2016 roku w hali Allphones Arena w Sydney w ramach trasy koncertowej Rebel Heart Tour. Film koncertowy został wyreżyserowany przez Danny’ego Tulla i Nathana Rissmana.

## Lista utworów
Źródło: Apple Music
| Wydanie DVD/Blu-ray | Wydanie DVD/Blu-ray                | Wydanie DVD/Blu-ray                                                                                                  | Wydanie DVD/Blu-ray |
| Nr                  | Tytuł utworu                       | Autorstwo | Długość             |
| ------------------- | ---------------------------------- | --- | ------------------- |
| 1.                  | „Rebel Heart Tour Intro”           | |                     |
| 2.                  | „Iconic”                           | Madonna, Toby Gad, MoZella, Symbolyc One, Chance the Rapper, DJ Dahi, Michael Tucker                                 |                     |
| 3.                  | „Bitch I’m Madonna”                | Madonna, Diplo, Ariel Rechtshaid, MoZella, Toby Gad, Nicki Minaj, Sophie                                             |                     |
| 4.                  | „Burning Up”                       | Madonna |                     |
| 5.                  | „Holy Water” / „Vogue”             | Madonna, Cherry Cherry Boom Boom, Natalia Kills, Mike Dean, Kanye West, Tommy Brown / Madonna, Shep Pettibone        |                     |
| 6.                  | „Devil Pray”                       | Madonna, Avicii, Arash Pournouri, Carl Falk, Rami Yacoub, Savan Kotecha, DJ Dahi, Michael Tucker                     |                     |
| 7.                  | „Messiah” (interludium)            | Madonna, Avicii, Arash Pournouri, Salem Al Fakir, Magnus Lidehall, Vincent Pontare                                   |                     |
| 8.                  | „Body Shop”                        | Madonna, Toby Gad, MoZella, Symbolic One, DJ Dahi, Michael Tucker                                                    |                     |
| 9.                  | „True Blue”                        | Madonna, Stephen Bray                                                                                                |                     |
| 10.                 | „Deeper and Deeper”                | Madonna, Shep Pettibone, Anthony Shimkin                                                                             |                     |
| 11.                 | „HeartBreakCity”                   | Madonna, Avicii, Arash Pournouri, NoNoNo (Astma, Rocwell), Delilah, Salem Al Fakir, Magnus Lidehäll, Vincent Pontare |                     |
| 12.                 | „Like a Virgin”                    | Tom Kelly, Billy Steinberg                                                                                           |                     |
| 13.                 | „S.E.X.” (interludium)             | Madonna, Toby Gad, MoZella, Symbolic One, Mike Dean, Kanye West, Tommy Brown                                         |                     |
| 14.                 | „Living for Love”                  | Madonna, Diplo, MoZella, Toby Gad, Ariel Rechtshaid                                                                  |                     |
| 15.                 | „La Isla Bonita”                   | Madonna, Patrick Leonard, Bruce Gaitsch                                                                              |                     |
| 16.                 | „Dress You Up” / „Into the Groove” | Andrea LaRusso, Peggy Stanziale / Madonna, Stephen Bray                                                              |                     |
| 17.                 | „Rebel Heart”                      | Madonna, Avicii, Arash Pournouri, Salem Al Fakir, Magnus Lidehall, Vincent Pontare                                   |                     |
| 18.                 | „Illuminati” (interludium)         | Madonna, MoZella, Toby Gad, Symbolyc One, Mike Dean, Kanye West, Tommy Brown                                         |                     |
| 19.                 | „Music”                            | Madonna, Mirwais Ahmadzaï                                                                                            |                     |
| 20.                 | „Candy Shop”                       | Pharrell Williams, Madonna                                                                                           |                     |
| 21.                 | „Material Girl”                    | Peter Brown, Robert Rans                                                                                             |                     |
| 22.                 | „La vie en rose”                   | Édith Piaf, Louiguy, Marguerite Monnot                                                                               |                     |
| 23.                 | „Unapologetic Bitch”               | Madonna, Diplo, Shelco Garcia, Bryan Orellana, MoZella, Toby Gad                                                     |                     |
| 24.                 | „Holiday”                          | Curtis Hudson, Lisa Stevens                                                                                          |                     |

| Utwory bonusowe | Utwory bonusowe                        | Utwory bonusowe          | Utwory bonusowe |
| Nr              | Tytuł utworu                           | Autorstwo                | Długość         |
| --------------- | -------------------------------------- | ------------------------ | --------------- |
| 1.              | „Tears of a Clown” (fragment koncertu) |                          |                 |
| 2.              | „Like a Prayer”                        | Madonna, Patrick Leonard |                 |

| Wydanie DVD/Blu-ray (utwory bonusowe w wersji japońskiej) | Wydanie DVD/Blu-ray (utwory bonusowe w wersji japońskiej) | Wydanie DVD/Blu-ray (utwory bonusowe w wersji japońskiej) | Wydanie DVD/Blu-ray (utwory bonusowe w wersji japońskiej) |
| Nr                                                        | Tytuł utworu                                              | Autorstwo                                                 | Długość                                                   |
| --------------------------------------------------------- | --------------------------------------------------------- | --------------------------------------------------------- | --------------------------------------------------------- |
| 1.                                                        | „Tears of a Clown” (fragment koncertu)                    |                                                           |                                                           |
| 2.                                                        | „Like a Prayer”                                           | Madonna, Patrick Leonard                                  |                                                           |
| 3.                                                        | „Take a Bow”                                              | Madonna, Babyface                                         |                                                           |

| Wydanie 2×CD – dysk pierwszy | Wydanie 2×CD – dysk pierwszy | Wydanie 2×CD – dysk pierwszy                                                                                         | Wydanie 2×CD – dysk pierwszy |
| Nr                           | Tytuł utworu                 | Autorstwo | Długość                      |
| ---------------------------- | ---------------------------- | --- | ---------------------------- |
| 1.                           | „Rebel Heart Tour Intro”     | | 3:57                         |
| 2.                           | „Iconic”                     | Madonna, Toby Gad, MoZella, Symbolyc One, Chance the Rapper, DJ Dahi, Michael Tucker                                 | 4:39                         |
| 3.                           | „Bitch I’m Madonna”          | Madonna, Diplo, Ariel Rechtshaid, MoZella, Toby Gad, Nicki Minaj, Sophie                                             | 3:39                         |
| 4.                           | „Burning Up”                 | Madonna | 4:28                         |
| 5.                           | „Holy Water” / „Vogue”       | Madonna, Cherry Cherry Boom Boom, Natalia Kills, Mike Dean, Kanye West, Tommy Brown / Madonna, Shep Pettibone        | 6:05                         |
| 6.                           | „Devil Pray”                 | Madonna, Avicii, Arash Pournouri, Carl Falk, Rami Yacoub, Savan Kotecha, DJ Dahi, Michael Tucker                     | 4:17                         |
| 7.                           | „Body Shop”                  | Madonna, Toby Gad, MoZella, Symbolic One, DJ Dahi, Michael Tucker                                                    | 4:07                         |
| 8.                           | „True Blue”                  | Madonna, Stephen Bray                                                                                                | 3:00                         |
| 9.                           | „Deeper and Deeper”          | Madonna, Shep Pettibone, Anthony Shimkin                                                                             | 4:52                         |
| 10.                          | „HeartBreakCity”             | Madonna, Avicii, Arash Pournouri, NoNoNo (Astma, Rocwell), Delilah, Salem Al Fakir, Magnus Lidehäll, Vincent Pontare | 4:38                         |
| 11.                          | „Like a Virgin”              | Tom Kelly, Billy Steinberg                                                                                           | 4:52                         |
|                              |                              | | 48:34                        |

| Wydanie 2×CD – dysk drugi | Wydanie 2×CD – dysk drugi          | Wydanie 2×CD – dysk drugi                                                          | Wydanie 2×CD – dysk drugi |
| Nr                        | Tytuł utworu                       | Autorstwo                                                                          | Długość                   |
| ------------------------- | ---------------------------------- | ---------------------------------------------------------------------------------- | ------------------------- |
| 1.                        | „Living for Love”                  | Madonna, Diplo, MoZella, Toby Gad, Ariel Rechtshaid                                | 5:11                      |
| 2.                        | „La Isla Bonita”                   | Madonna, Patrick Leonard, Bruce Gaitsch                                            | 5:03                      |
| 3.                        | „Dress You Up” / „Into the Groove” | Andrea LaRusso, Peggy Stanziale / Madonna, Stephen Bray                            | 5:35                      |
| 4.                        | „Rebel Heart”                      | Madonna, Avicii, Arash Pournouri, Salem Al Fakir, Magnus Lidehall, Vincent Pontare | 3:47                      |
| 5.                        | „Music”                            | Madonna, Mirwais Ahmadzaï                                                          | 3:36                      |
| 6.                        | „Candy Shop”                       | Pharrell Williams, Madonna                                                         | 2:54                      |
| 7.                        | „Material Girl”                    | Peter Brown, Robert Rans                                                           | 4:02                      |
| 8.                        | „La vie en rose”                   | Édith Piaf, Louiguy, Marguerite Monnot                                             | 3:17                      |
| 9.                        | „Unapologetic Bitch”               | Madonna, Diplo, Shelco Garcia, Bryan Orellana, MoZella, Toby Gad                   | 7:06                      |
| 10.                       | „Holiday”                          | Curtis Hudson, Lisa Stevens                                                        | 5:44                      |
| 11.                       | „Like a Prayer” (utwór bonusowy)   | Madonna, Patrick Leonard                                                           | 4:12                      |
|                           |                                    |                                                                                    | 50:27                     |

| Wydanie CD | Wydanie CD               | Wydanie CD | Wydanie CD |
| Nr         | Tytuł utworu             | Autorstwo | Długość    |
| ---------- | ------------------------ | --- | ---------- |
| 1.         | „Rebel Heart Tour Intro” | | 3:57       |
| 2.         | „Iconic”                 | Madonna, Toby Gad, MoZella, Symbolyc One, Chance the Rapper, DJ Dahi, Michael Tucker                                 | 4:39       |
| 3.         | „Bitch I’m Madonna”      | Madonna, Diplo, Ariel Rechtshaid, MoZella, Toby Gad, Nicki Minaj, Sophie                                             | 3:39       |
| 4.         | „Burning Up”             | Madonna | 4:28       |
| 5.         | „Holy Water” / „Vogue”   | Madonna, Cherry Cherry Boom Boom, Natalia Kills, Mike Dean, Kanye West, Tommy Brown / Madonna, Shep Pettibone        | 6:05       |
| 6.         | „Devil Pray”             | Madonna, Avicii, Arash Pournouri, Carl Falk, Rami Yacoub, Savan Kotecha, DJ Dahi, Michael Tucker                     | 4:17       |
| 7.         | „Deeper and Deeper”      | Madonna, Shep Pettibone, Anthony Shimkin                                                                             | 4:52       |
| 8.         | „HeartBreakCity”         | Madonna, Avicii, Arash Pournouri, NoNoNo (Astma, Rocwell), Delilah, Salem Al Fakir, Magnus Lidehäll, Vincent Pontare | 4:38       |
| 9.         | „Living for Love”        | Madonna, Diplo, MoZella, Toby Gad, Ariel Rechtshaid                                                                  | 5:11       |
| 10.        | „La Isla Bonita”         | Madonna, Patrick Leonard, Bruce Gaitsch                                                                              | 5:03       |
| 11.        | „Rebel Heart”            | Madonna, Avicii, Arash Pournouri, Salem Al Fakir, Magnus Lidehall, Vincent Pontare                                   | 3:47       |
| 12.        | „Candy Shop”             | Pharrell Williams, Madonna                                                                                           | 2:54       |
| 13.        | „Unapologetic Bitch”     | Madonna, Diplo, Shelco Garcia, Bryan Orellana, MoZella, Toby Gad                                                     | 7:06       |
| 14.        | „Holiday”                | Curtis Hudson, Lisa Stevens                                                                                          | 5:44       |
|            |                          | | 1:06:20    |

Dodatkowe informacje
- Tears of a Clown to koncert spoza trasy Rebel Heart Tour, który odbył się 10 marca 2016 roku w Forum Theatre w Melbourne. We fragmencie wykorzystano utwory:
  - „Wejście gladiatorów” (Julius Fučík),
  - „Don’t Tell Me” (Madonna, Mirwais Ahmadzaï),
  - „Borderline” (Reggie Lucas),
  - „Holiday” (Curtis Hudson, Lisa Stevens).
- „S.E.X.” zawiera elementy utworu „Justify My Love” (Lenny Kravitz, Ingrid Chavez, Madonna).
- „Holiday” zawiera elementy utworu „Take Me to the Mardi Gras” (Paul Simon).
- W filmie koncertowym pomiędzy „La vie en rose” a „Unapologetic Bitch” Madonna wykonała a cappella utwór „Diamonds Are a Girl’s Best Friend” (Jule Styne, Leo Robin).